# Мобі Дік: Полювання на монстра
«Мобі Дік: Полювання на монстра» (англ. 2010: Moby Dick) — американський фільм студії The Asylum, сучасна екранізація класичного роману «Мобі Дік» Германа Мелвілла.

## Сюжет
Наприкінці 60-тих американський підводний човен був знищений китом небачених розмірів. Вижив лише один чоловік, якого звідтоді цікавить тільки помста морському монстрові. Йому вдається переконати уряд, що тварина вкрай небезпечно для флоту США. Герой отримує під своє командування новітній підводний човен і, заручившись підтримкою симпатичного науковця, вирушає на пошуки доісторичного чудовиська.

## У ролях
| Актор          | Роль          |
| -------------- | ------------- |
| Беррі Боствік  | Капітан Ахав  |
| Рене О'Коннор  | Доктор Герман |
| Метт Лаган     | -             |
| Адам Граймс    | -             |
| Дін Крейлінг   | -             |
| Джей Гіллеспі  | -             |
| Джей Бейерс    | -             |
| Карл Уоттс     | -             |
| Том Речфорд    | -             |
| Карлос Антоніо | -             |

## Цікаві факти
- Постер фільму сильно нагадує аналогічний у фільму «Щелепи».

## Критика
Автор рецензії на Dreadcentral.com зазначає: «Якщо ви просто хочете подивитися фільм з монстром, та й посміятися до того ж — тоді „Мобі Дік 2010“ задовольнить вашу потребу. Але будьте готові до того, що ви перетворите вашу кнопку перемотування на пульті в пюре, перемотуючи час між і першими і фінальними п'ятнадцятьма хвилинами».

## Знімальна група
- Режисер — Трей Стоукс
- Сценарист — Пол Бейлс
- Продюсер — Девід Майкл Летт, Девід Рімаві, Пол Бейлс
- Композитор — Кріс Райденауер